# Ниркко, Тапио
Та́пио Ка́леви Ни́ркко (фин. Tapio Kalevi Nirkko; род. 24 августа 1984, Эспоо, Финляндия) — финский яхтсмен, участник летних Олимпийских игр 2008 и 2012 годов в соревнованиях в классе Finn; член сборной Финляндии на летних Олимпийских играх 2016 года.
Представляет клуб Espoon Pursiseura, тренируется у Йоакима Вилениуса.